# Boutsounaria
Boutsounaria (en grec : Μπουτσουνάρια) est un village de Crète, en Grèce. Il se situe dans le nome de La Canée, à environ 10 kilomètres au sud de La Canée.
En 1858 et 1866, Boutsounaria fut le lieu de rassemblement des insurgés crétois, réunis pour obtenir des concessions du pouvoir ottoman en place.